# آنا كلاين
آنا كلاين (بالألمانية: Anna Klein)‏ هي رسامة ألمانية، ولدت في 16 فبراير 1883 في نورنبرغ في ألمانيا، وتوفيت في 25 نوفمبر 1941 في Kovno Ghetto ‏ في ليتوانيا.